# Chaulgnes
Chaulgnes é uma comuna francesa na região administrativa de Borgonha-Franco-Condado, no departamento Nièvre. Estende-se por uma área de 25,22 km². Em 2010 a comuna tinha 1 529 habitantes (densidade: 60,6 hab./km²).